# Gare de Creil
Gare de Creil vasútállomás és RER állomás Franciaországban, Creil településen.

## Vasútvonalak
Az állomást az alábbi vasútvonalak érintik:
- Párizs-Lille-vasútvonal
- Creil–Jeumont-vasútvonal

## Kapcsolódó állomások
A vasútállomáshoz az alábbi állomások vannak a legközelebb:
- Paris Gare du Nord
- Gare de Chantilly - Gouvieux (Gare de Melun, D RER-vonal)
- Gare de Laigneville
- Gare de Montataire
- Gare de Pont-Sainte-Maxence
- Gare de Saint-Leu-d'Esserent (Paris Gare du Nord, Transilien H)
- Gare de Villers-Saint-Paul
- Gare de Jaux
- Gare de Clermont-de-l'Oise
- Gare de Longueau

## Lásd még
- Franciaország vasútállomásainak listája
- A RER állomásainak listája